# 2012-es Honda Indy 200
A 2012-es Honda Indy 200 a 2012-es Izod IndyCar Series szezon tizenkettedik futama, melyet 2012. augusztus 5-én rendeznek meg az Ohioi Lexington-ban található Mid-Ohio Sports Car Course pályán.

## Nevezési lista
| Csapat                           | Motor     | Első pilóta | Első pilóta         | Második pilóta | Második pilóta     | Harmadik pilóta | Harmadik pilóta  | Negyedik pilóta | Negyedik pilóta |
| -------------------------------- | --------- | ----------- | ------------------- | -------------- | ------------------ | --------------- | ---------------- | --------------- | --------------- |
| Team Penske                      | Chevrolet | 2           | Ryan Briscoe        | 3              | Hélio Castroneves  | 12              | Will Power       |                 |                 |
| Panther Racing                   | Chevrolet | 4           | J. R. Hildebrand    |                |                    |                 |                  |                 |                 |
| KV Racing Technology             | Chevrolet | 5           | E. J. Viso          | 8              | Rubens Barrichello | 11              | Tony Kanaan      |                 |                 |
| Dragon Racing                    | Chevrolet | 7           | Sebastien Bourdais  |                |                    |                 |                  |                 |                 |
| Target Chip Ganassi Racing       | Honda     | 9           | Scott Dixon         | 10             | Dario Franchitti   | 38              | Graham Rahal     | 83              | Giorgio Pantano |
| A. J. Foyt Enterprises           | Honda     | 14          | Mike Conway         |                |                    |                 |                  |                 |                 |
| Rahal Letterman Laningan Racing  | Honda     | 15          | Szató Takuma        |                |                    |                 |                  |                 |                 |
| Dale Coyne Racing                | Honda     | 18          | Justin Wilson       | 19             | James Jakes        |                 |                  |                 |                 |
| Ed Carpenter Racing              | Chevrolet | 20          | Ed Carpenter        |                |                    |                 |                  |                 |                 |
| Panther-Dreyer & Reinbold Racing | Chevrolet | 22          | Oriol Servià        |                |                    |                 |                  |                 |                 |
| Andretti Autosport               | Chevrolet | 26          | Marco Andretti      | 27             | James Hinchcliffe  | 28              | Ryan Hunter-Reay |                 |                 |
| Sarah Fisher Hartman Racing      | Honda     | 67          | Josef Newgarden     |                |                    |                 |                  |                 |                 |
| Schmidt Hamilton Motorsports     | Honda     | 77          | Simon Pagenaud      |                |                    |                 |                  |                 |                 |
| Lotus-HVM Racing                 | Lotus     | 78          | Simona de Silvestro |                |                    |                 |                  |                 |                 |
| Team Barracuda – BHA             | Honda     | 98          | Alex Tagliani       |                |                    |                 |                  |                 |                 |
| HIVATALOS NEVEZÉSI LISTA         |           |             |                     |                |                    |                 |                  |                 |                 |

## Eredmények

### Időmérő
| Pozíció | #  | Pilóta              | Csapat                           | Motor     | Egyes csoport | Kettes csoport | Top 12    | Fast 6    |
| ------- | -- | ------------------- | -------------------------------- | --------- | ------------- | -------------- | --------- | --------- |
| 1       | 12 | Will Power          | Team Penske                      | Chevrolet |               | 1:05.9825      | 1:05.8777 | 1:05.6474 |
| 2       | 10 | Dario Franchitti    | Chip Ganassi Racing              | Honda     |               | 1:06.1974      | 1:05.8986 | 1:05.8950 |
| 3       | 77 | Simon Pagenaud      | Schmidt-Hamilton Motorsports     | Honda     | 1:06.4265     |                | 1:05.9030 | 1:05.9038 |
| 4       | 98 | Alex Tagliani       | Team Barracuda – BHA             | Honda     | 1:06.2041     |                | 1:05.8446 | 1:06.0047 |
| 5       | 9  | Scott Dixon         | Chip Ganassi Racing              | Honda     | 1:06.2625     |                | 1:05.8055 | 1:06.0967 |
| 6       | 2  | Ryan Briscoe        | Team Penske                      | Chevrolet |               | 1:06.2512      | 1:05.9232 | 1:06.2005 |
| 7       | 7  | Sebastien Bourdais  | Dragon Racing                    | Chevrolet |               | 1:05.9031      | 1:05.9405 |           |
| 8       | 28 | Ryan Hunter-Reay    | Andretti Autosport               | Chevrolet | 1:06.3507     |                | 1:06.0660 |           |
| 9       | 26 | Marco Andretti      | Andretti Autosport               | Chevrolet |               | 1:06.2762      | 1:06.1142 |           |
| 10      | 67 | Josef Newgarden     | Sarah Fisher Hartman Racing      | Honda     |               | 1:06.3669      | 1:06.1721 |           |
| 11      | 22 | Oriol Servià        | Panther-Dreyer & Reinbold Racing | Chevrolet | 1:06.6185     |                | 1:06.2053 |           |
| 12      | 18 | Justin Wilson       | Dale Coyne Racing                | Honda     | 1:06.1029     |                | 1:06.6613 |           |
| 13      | 3  | Hélio Castroneves   | Team Penske                      | Chevrolet | 1:06.7041     |                |           |           |
| 14      | 4  | J. R. Hildebrand    | Panther Racing                   | Chevrolet |               | 1:06.3768      |           |           |
| 15      | 8  | Rubens Barrichello  | KV Racing Technology             | Chevrolet | 1:06.7101     |                |           |           |
| 16      | 27 | James Hinchcliffe   | Andretti Autosport               | Chevrolet |               | 1:06.4349      |           |           |
| 17      | 14 | Mike Conway         | A. J. Foyt Enterprises           | Honda     | 1:06.7807     |                |           |           |
| 18      | 15 | Szató Takuma        | Rahal Letterman Laningan Racing  | Honda     |               | 1:06.4404      |           |           |
| 19      | 11 | Tony Kanaan         | KV Racing Technology             | Chevrolet | 1:06.8433     |                |           |           |
| 20      | 5  | E. J. Viso          | KV Racing Technology             | Chevrolet |               | 1:06.4511      |           |           |
| 21      | 19 | James Jakes         | Dale Coyne Racing                | Honda     | 1:07.1234     |                |           |           |
| 22      | 38 | Graham Rahal        | Chip Ganassi Racing              | Honda     |               | 1:06.6250      |           |           |
| 23      | 78 | Simona de Silvestro | Lotus-HVM Racing                 | Lotus     | 1:08.0737     |                |           |           |
| 24      | 83 | Giorgio Pantano     | Chip Ganassi Racing              | Honda     |               | 1:07.0348      |           |           |
| 25      | 20 | Ed Carpenter        | Ed Carpenter Racing              | Chevrolet |               | 1:08.5116      |           |           |

## Rajtfelállás
| Rajtsor                                           | Belső ív | Belső ív           | Külső ív | Külső ív            |
| ------------------------------------------------- | -------- | ------------------ | -------- | ------------------- |
| 1                                                 | 12       | Will Power         | 10       | Dario Franchitti    |
| 2                                                 | 77       | Simon Pagenaud     | 9        | Scott Dixon         |
| 3                                                 | 2        | Ryan Briscoe       | 7        | Sebastien Bourdais  |
| 4                                                 | 28       | Ryan Hunter-Reay   | 26       | Marco Andretti      |
| 5                                                 | 67       | Josef Newgarden    | 22       | Oriol Servià        |
| 6                                                 | 18       | Justin Wilson      | 4        | J. R. Hildebrand    |
| 7                                                 | 98       | Alex Tagliani†     | 8        | Rubens Barrichello  |
| 8                                                 | 27       | James Hinchcliffe  | 14       | Mike Conway         |
| 9                                                 | 15       | Szató Takuma       | 11       | Tony Kanaan         |
| 10                                                | 5        | E. J. Viso         | 19       | James Jakes         |
| 11                                                | 38       | Graham Rahal       | 78       | Simona de Silvestro |
| 12                                                | 3        | Hélio Castroneves† | 83       | Giorgio Pantano     |
| 13                                                | 20       | Ed Carpenter       |          |                     |
| † 10 rajthelyes büntetést kapott motorcsere miatt |          |                    |          |                     |

### Verseny
| Pozíció | #  | Pilóta              | Csapat                           | Motor     | Futott kör | Idő/Kiesés oka | Rajthely | Élen töltött körök száma | Pont |
| ------- | -- | ------------------- | -------------------------------- | --------- | ---------- | -------------- | -------- | ------------------------ | ---- |
| 1.      | 9  | Scott Dixon         | Chip Ganassi Racing              | Honda     | 85         | 1:39:48.5083   | 4        | 26                       | 50   |
| 2.      | 12 | Will Power          | Team Penske                      | Chevrolet | 85         | +3.4619        | 1        | 57                       | 43   |
| 3.      | 77 | Simon Pagenaud      | Schmidt Hamilton Motorsports     | Honda     | 85         | +4.4502        | 3        | 0                        | 35   |
| 4.      | 7  | Sebastien Bourdais  | Dragon Racing                    | Chevrolet | 85         | +5.5822        | 6        | 0                        | 32   |
| 5.      | 27 | James Hinchcliffe   | Andretti Autosport               | Chevrolet | 85         | +7.5663        | 15       | 2                        | 30   |
| 6.      | 11 | Tony Kanaan         | KV Racing Technology             | Chevrolet | 85         | +12.3280       | 18       | 0                        | 28   |
| 7.      | 2  | Ryan Briscoe        | Team Penske                      | Chevrolet | 85         | +27.9601       | 5        | 0                        | 26   |
| 8.      | 26 | Marco Andretti      | Andretti Autosport               | Chevrolet | 85         | +28.1691       | 8        | 0                        | 24   |
| 9.      | 4  | J. R. Hildebrand    | Panther Racing                   | Chevrolet | 85         | +29.2325       | 12       | 0                        | 22   |
| 10.     | 98 | Alex Tagliani       | Team Barracuda – BHA             | Honda     | 85         | +31.1722       | 14       | 0                        | 20   |
| 11.     | 38 | Graham Rahal        | Chip Ganassi Racing              | Honda     | 85         | +31.4387       | 21       | 0                        | 19   |
| 12.     | 67 | Josef Newgarden     | Sarah Fisher Hartman Racing      | Honda     | 85         | +32.0754       | 9        | 0                        | 18   |
| 13.     | 15 | Szató Takuma        | Rahal Letterman Lanigan Racing   | Honda     | 85         | +32.4073       | 17       | 0                        | 17   |
| 14.     | 83 | Giorgio Pantano     | Chip Ganassi Racing              | Honda     | 85         | +33.9166       | 24       | 0                        | 16   |
| 15.     | 8  | Rubens Barrichello  | KV Racing Technology             | Chevrolet | 85         | +35.2863       | 13       | 0                        | 15   |
| 16.     | 3  | Hélio Castroneves   | Team Penske                      | Chevrolet | 85         | +35.9205       | 23       | 0                        | 14   |
| 17.     | 10 | Dario Franchitti    | Chip Ganassi Racing              | Honda     | 85         | +36.9834       | 2        | 0                        | 13   |
| 18.     | 18 | Justin Wilson       | Dale Coyne Racing                | Honda     | 85         | +42.0974       | 11       | 0                        | 12   |
| 19.     | 19 | James Jakes         | Dale Coyne Racing                | Honda     | 85         | +46.4304       | 20       | 0                        | 12   |
| 20.     | 5  | E. J. Viso          | KV Racing Technology             | Chevrolet | 85         | +46.8068       | 19       | 0                        | 12   |
| 21.     | 14 | Mike Conway         | A.J. Foyt Enterprises            | Honda     | 85         | +46.9535       | 16       | 0                        | 12   |
| 22.     | 20 | Ed Carpenter        | Ed Carpenter Racing              | Chevrolet | 84         | +1 Kör         | 25       | 0                        | 12   |
| 23.     | 78 | Simona de Silvestro | HVM Racing                       | Lotus     | 83         | +2 Kör         | 22       | 0                        | 12   |
| 24.     | 28 | Ryan Hunter-Reay    | Andretti Autosport               | Chevrolet | 79         | Motor          | 7        | 0                        | 12   |
| 25.     | 22 | Oriol Servià        | Panther-Dreyer & Reinbold Racing | Chevrolet | 78         | +7 Kör         | 10       | 0                        | 10   |

### Verseny statisztikák
A verseny alatt 2-szer változott az élen álló személye 3 versenyző között.
| Változás az élen | Változás az élen  |
| Kör              | Élen              |
| ---------------- | ----------------- |
| 58               | James Hinchcliffe |
| 60               | Scott Dixon       |

| Élen töltött körök száma | Élen töltött körök száma |
| Körök                    | Versenyző                |
| ------------------------ | ------------------------ |
| 57                       | Will Power               |
| 26                       | Scott Dixon              |
| 2                        | James Hinchcliffe        |

| Sárga zászlók: nem volt | Sárga zászlók: nem volt |
| ----------------------- | ----------------------- |

## Bajnokság állása a verseny után
Pilóták bajnoki állása
| Pozíció | Pilóta            | Pontok |
| ------- | ----------------- | ------ |
| 1       | Will Power        | 379    |
| 2       | Ryan Hunter-Reay  | 374    |
| 3       | Hélio Castroneves | 353    |
| 4       | Scott Dixon       | 351    |
| 5       | James Hinchcliffe | 316    |

Gyártók bajnoksága
| Pozíció | Gyártó    | Pontok |
| ------- | --------- | ------ |
| 1       | Chevrolet | 96     |
| 2       | Honda     | 84     |
| 3       | Lotus     | 48     |